# Pelodrilus africanus
Pelodrilus africanus är en ringmaskart som beskrevs av Wilhelm Michaelsen 1905. Pelodrilus africanus ingår i släktet Pelodrilus och familjen Haplotaxidae. Inga underarter finns listade i Catalogue of Life.